# Werner Hipelius
Werner Hipelius (* 5. April 1947 in Bamberg) ist ein deutscher Kommunalpolitiker der CSU und war von 2001 bis 2014 Bürgermeister der Stadt Bamberg und somit Stellvertreter des Oberbürgermeisters.

## Leben
Hipelius besuchte die Rupprechtschule, die Oberrealschule und das Dientzenhofer-Gymnasium in Bamberg. Er absolvierte die Anstellungsprüfung zum gehobenen Dienst als Diplom-Verwaltungswirt (FH) und war bis 2001, zuletzt als Referatsleiter, bei der Otto-Friedrich-Universität Bamberg beschäftigt. 
Hipelius gehörte von 1972 bis 2014 dem Bamberger Stadtrat an. Vom 31. Januar 2001 bis zum 30. April 2014 war Hipelius Bürgermeister und somit Vertreter des Oberbürgermeisters der Stadt Bamberg. Er fungierte als Kultur-, Schul- und Sportreferent und war dabei für das E.T.A.-Hoffmann-Theater, die städtischen Museen, die Volkshochschule, die Musikschule und das Stadtarchiv zuständig. Zu seinem Nachfolger wurde vom Stadtrat am 7. Mai 2014 Christian Lange (CSU) gewählt. 
Hipelius ist verwitwet und hat zwei Kinder.